# 1921 au Canada
Pour un article plus général, voir Chronologie du Canada.
Cet article traite des événements qui se sont produits durant l'année 1921 au Canada.

## Événements
- 26 mars : inauguration du Bluenose en Nouvelle-Écosse.

### Politique

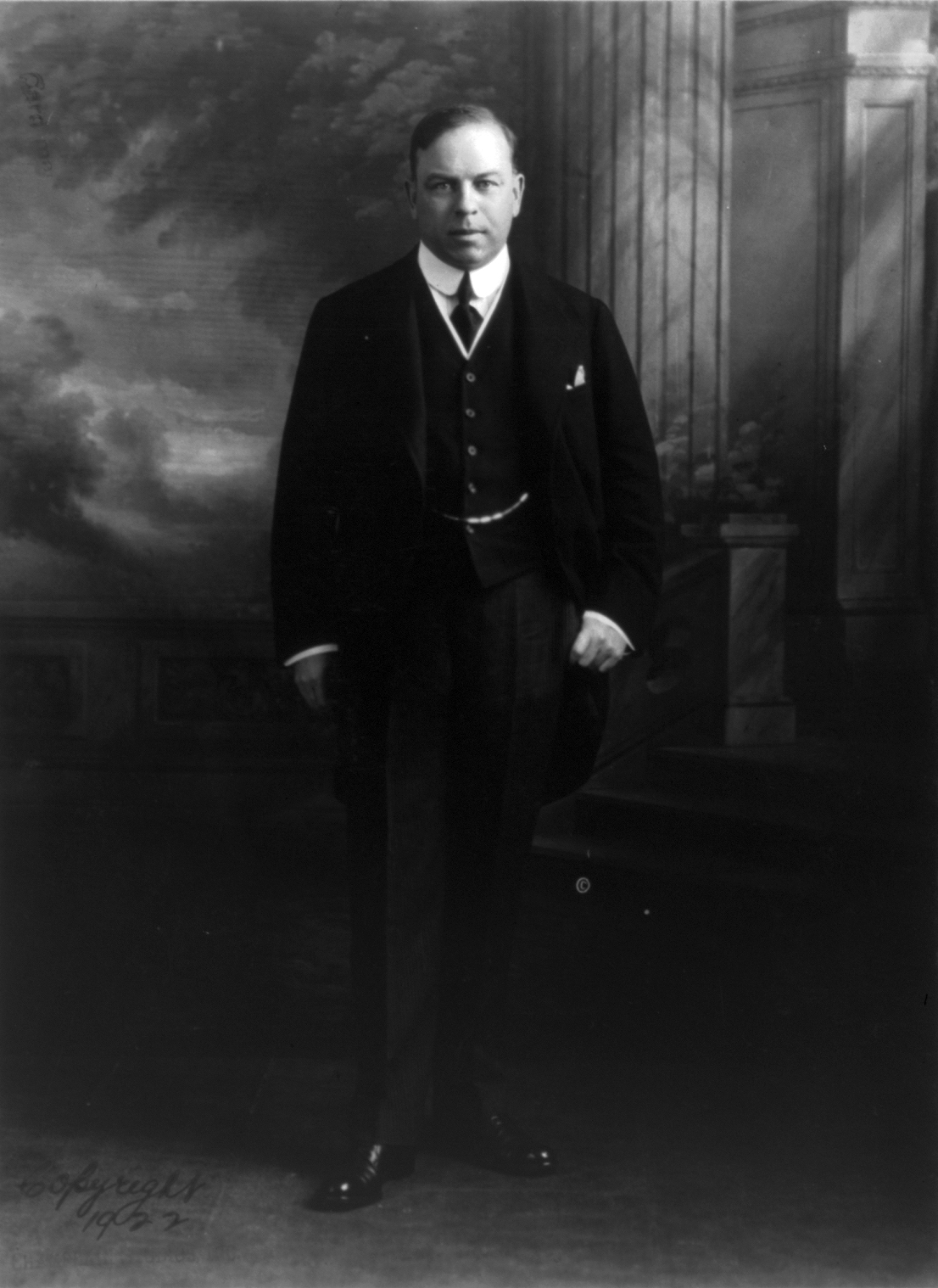
William Lyon Mackenzie King

Armoiries du Canada en 1921

- Mai : fondation du Parti communiste du Canada.
- 9 juin : élection générale saskatchewanaise. Les libéraux de William Melville Martin remportent une cinquième majorité consécutive.
- 18 juin : élection générale albertaine. Herbert Greenfield du United Farmers of Alberta devient premier ministre.
- Septembre, Québec : création à Hull de la Confédération des Travailleurs Catholiques du Canada (CTCC), centrale syndicale qui deviendra la Confédération des syndicats nationaux (CSN).
- 21 novembre : le roi George V proclame les Armoiries du Canada.
- 6 décembre : élection fédérale. William Lyon Mackenzie King (libéral) est élu premier ministre du Canada.
  - Agnes MacPhail est la première femme dans l'histoire du Canada à être élue membre de la Chambre des Communes.

- Signature du Traité 11 (en) entre le roi et les premières nations des Territoires du Nord-Ouest.

### Justice
- La commission scolaire à Victoria en Colombie-Britannique crée une école ségrégationniste pour les chinois. Après un boycott de cette école, le plan est abandonné[1].

### Sport

#### Hockey
- Fin de la Saison 1920-1921 de la LNH. Les Sénateurs d'Ottawa remportent la coupe Stanley contre les Millionnaires de Vancouver.
- Fondation de la Western Canada Hockey League.
- Début de la Saison 1921-1922 de la LNH.

#### Football
- Les Argonauts de Toronto remportent la Coupe Grey contre les Eskimos d'Edmonton.

### Économie
- Fondation du Toronto Transit Commission pour le transport en commun à Toronto.

### Science
- 27 juillet : Frederick Banting et Charles Best découvre l'insuline.

### Culture
- 17 janvier : création de la pièce de théâtre La Petite Aurore, l'enfant martyre avec Manda Parent. Cette pièce sera jouée pendant plusieurs années.
- Fondation de la Société canadienne d'opérette par Honoré Vaillancourt.
- Présentations des veillées du bom vieux temps par Conrad Gauthier.

### Religion

La crèche de Noël à Notre-Dame de Hull (Gatineau)

- Henri Prud'homme est nommé évêque au diocèse de Prince-Albert.

## Naissances
- 9 janvier : Lister Sinclair, animateur de télévision.
- 20 janvier : Jacques Ferron, fondateur du parti rhinocéros.
- 25 février : Pierre Laporte, vice-premier ministre du Québec.
- 10 mars : Cec Linder, acteur.
- 1er avril : Ken Reardon, défenseur de hockey sur glace.
- 12 avril : Robert Cliche, juge.
- 12 mai : Farley Mowat, écrivain.
- 8 juin : Alexis Smith, actrice.
- 27 juillet : Émile Genest, acteur.
- 4 août : Maurice Richard, joueur de hockey sur glace.
- 25 août : Monty Hall, acteur et journaliste.
- 29 septembre : James Richard Cross, diplomate britannique enlevé par le FLQ.
- 5 octobre : Roger-E. Régimbal, gérant, industriel et politicien.
- 21 novembre : Billie Mae Richards, actrice.
- 4 décembre : Deanna Durbin, actrice et chanteuse.

## Décès
- 21 janvier : Arthur Lewis Sifton, premier ministre de l'Alberta.
- 29 août : Lionel Herbert Clarke (en), lieutenant-gouverneur de l'Ontario.
- 19 octobre : George Kendall, propriétaire des Canadiens de Montréal.
- 1er novembre : Zoé Lafontaine, femme de Wilfrid Laurier.
- 27 novembre : Douglas Colin Cameron, lieutenant-gouverneur du Manitoba.